# Căpitanul Zero (film)
Căpitanul Zero (titlul original: în rusă Капитан Нуль, transliterat: Kapitan Nul) este un film dramatic sovietic (R.S.S. Letonă), realizat în 1964 de regizorul Leonid Leimanis, după povestirea omonimă a scriitorului Egons Livs, protagoniști fiind actorii Eduard Pavuls, Karlis Sebris, Ausma Kantane și Gunar Țilinski. 

## Rezumat
Flotila de pescuit a unui colhoz, este completată cu o nouă navă, traulerul „Dzintars”, al cărei echipaj este recrutat în majoritate din oameni cu experiență diferită. Un tânăr pe nume Valdis Nul, care a absolvit recent școala de pescuit naval, a fost numit căpitan. După câteva zile căpitanul trebuie să prezinte superiorilor săi, dece nu există pește. Echipajul începe să bâjbâie, atribuind eșecul prinderii de pește, lipsei de experiență a căpitanului, deoarece alte nave pescuiesc cu succes.
În cele din urmă, lucrurile se îmbunătățesc pe „Dzintars”, iar inginera Sabina ajunge pe navă pentru a testa un nou proiect de traul. Acum, când lucrurile merg bine cu captura de pește, pescarii pot să se laude cu noul traul, care are însă unele probleme și planul nu este din nou realizat, iar nemulțumirea echipei crește. Inginerul găsește în cele din urmă o eroare în proiectare și după eliminarea acesteia, pescarii abia au timp să descarce peștii...

## Distribuție[1]
- Eduard Pavuls – căpitanul Valdis Nul
- Karlis Sebris – Iuhan
- Ausma Kantane – Sabina
- Gunar Țilinski – Imant
- Artur Dimiters – Bauze
- Evalds Balters – Dundur
- Rudolf Kreițums – un pescar
- Egons Beseris – Uka
- Alfons Kalpaks – Orkans Enkis
- Valdemar Sandberg – președintele colhozului
- Alfred Videnieks – Gluda
- Luis Șmits – Teteris
- Gunar Plațens – bucătarul Lakstigala
- Herbert Sommer – șeful expediției
- Edgar Muțenieks – Ainis
- Eduard Ceakste – Ciurkste

## Lansare
A fost lansat în anul 1965 și a avut parte de succes comercial, fiind vizionat de 13,6 milioane de spectatori în cinematografele din Uniunea Sovietică.